# Albert Streit
Pour les articles homonymes, voir Streit.
Albert Streit (né Albert Ursachi le 28 mars 1980 à Bucarest en Roumanie), est un joueur de football allemand. Il joue au poste de milieu de terrain offensif.

## Biographie
Albert Streit dispute 6 matchs en Coupe de l'UEFA (5 avec Francfort et 1 avec Schalke).
Il joue un total de 118 matchs en Bundesliga. Il réalise sa meilleure saison en 2005-2006, où il inscrit 6 buts en championnat.

## Palmarès
- FC Cologne
  - Vainqueur de la 2.Bundesliga en 2005